# Spigno Monferrato
Spigno Monferrato (piemontesisch Spign) ist eine Gemeinde in der italienischen Provinz Alessandria (AL), Region Piemont.

## Lage und Einwohner
Spigno liegt rund 60 Kilometer von der Provinzhauptstadt Alessandria an der Bormida di Spigno, die sich bei Bistagno mit der Bormida di Millesimo verbindet und als Bormida weiterfliesst. Sprigno grenzt an die Provinz Asti und südlich an Ligurien, wo sie den südlichsten Punkt der Provinz Alessandria bildet.
Das Gemeindegebiet umfasst eine Fläche von 54 km² und hat 903 (Stand 31. Dezember 2023) Einwohner.
Die Nachbargemeinden sind Dego (SV), Giusvalla (SV), Malvicino, Merana, Mombaldone (AT), Montechiaro d’Acqui, Pareto, Piana Crixia (SV), Roccaverano (AT) und Serole (AT).

### Verkehrsanbindung
Spigno hat einen Bahnhof an der Bahnstrecke Alessandria-San Giuseppe di Cairo an dem Regionalzüge halten. In San Giuseppe di Cairo besteht Anschluss an die Bahnstrecke Turin–Fossano–Savona. Durch die Gemeinde verläuft die Staatsstraße 30. Zur Autostrada A6 bei Carcaresind es 30 Kilometer, zum Anschluss an die Autostrada A26 bei Ovada sind es 45 Kilometer.

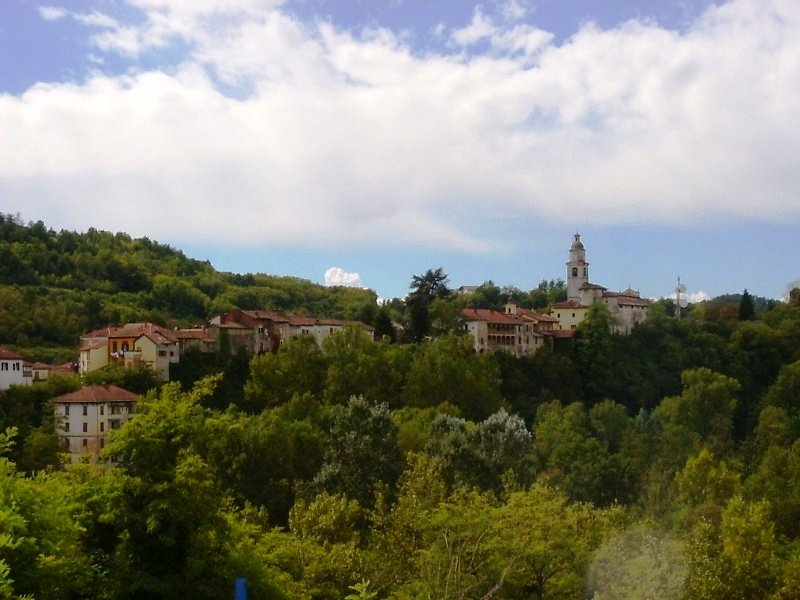
Panorama

## Geschichte

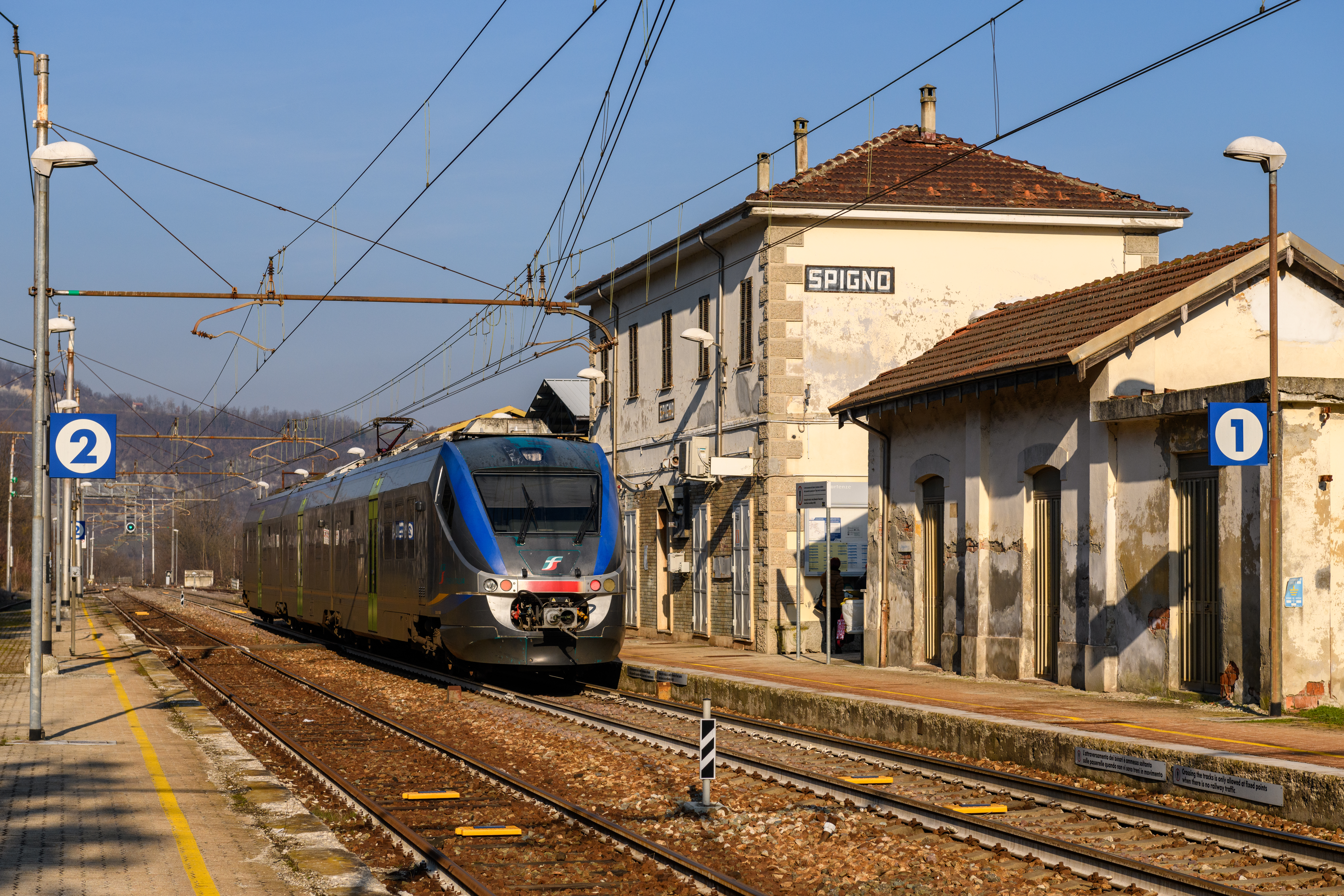
Bahnhof von Spigno

Der Name der Siedlung wird ab 991 hauptsächlich mit der FormSpignus belegt. Seine Bedeutung lässt sich sowohl auf den römischen Adelsnamen Spinius als auch auf das Adjektiv Spineus zurückführen, das wiederum von den botanischen Namen Spinus und Spina abgeleitet ist. Was „dorniger Ort“ bedeuten würde. Der Ort war bereits von den ligurischen Statielli bewohnt und erlebte in der Römerzeit eine Blütezeit, wie die zusammen mit anderem archäologischen Material gefundenen Inschriften belegen. Die ersten Nachrichten über die Besiedlung stammen aus dem Jahr 991, einer Zeit, in der es ein Lehen der Aleramici und später der Ponzone war. Von dieser Familie ging die Regierung im Jahr 1290 in die Hände der Gemeinde Genua über, die ihre Belehnung den Markgrafen übertrug, jedoch ihre hohe Herrschaft behielt.
Im Jahr 1427 ging es in den Besitz der Familie Visconti über, und etwa ein Jahrhundert später wurde die Familie Asinara deren Herren. 1724 wurde es von Karls IV. für 350.000 Gulden an Vittorio Amedeo II. von Savoyen verkauft. Die Regentschaft fiel an Gräfin Sebastiano, die morganatische Ehefrau von Vittorio Amedeo.
Von 1789 bis 1814 blieb Spigno wie das gesamte Piemont unter französischer Verwaltung.

## Sehenswürdigkeiten
- Die Ruinen der alten Burg Del Carretto, die 1537 abgerissen wurde.
- Die San-Rocco-Brücke aus dem 13. Jahrhundert mit fünf Bögen, überragt von zwei Kapellen, die in der Vergangenheit zur Erhebung der Zölle dienten.[3]
- Die Überreste der Abtei San Quintino im romanisch-burgundischen Stil mit Blick auf den Fluss Bormida, mittelalterlicher Sitz des wichtigsten Klosterzentrums des oberen Monferrato und heute als Privatwohnung genutzt.
- Die Pfarrkirche Sant'Ambrogio, erbaut 1592 im ligurischen Barockstil, entsprechend der gegenreformistischen Typologie der damaligen Zeit.
- Das Oratorium aus der Spätrenaissance mit einer wunderschönen Bildergalerie aus aufgelösten Spigno-Klöstern.
- Die Kirche der Madonna del Casato.

## Kulinarische Spezialitäten
In Spigno Monferrato werden Reben der Sorte Dolcetto für den Dolcetto d’Acqui, einen Rotwein mit DOC Status angebaut. Die Beeren der Rebsorten Spätburgunder und/oder Chardonnay dürfen zum Schaumwein Alta Langa verarbeitet werden. Barbera geht in die Herstellung des Barbera del Monferrato ein.